# 러블리 호러블리
《러블리 호러블리》는 KBS 2TV에서 2018년 8월 13일부터 2018년 10월 2일까지 방송된 한국방송공사 월화 미니시리즈이다.

## 줄거리
운명을 공유하는 한 남녀가 톱스타와 드라마 작가로 만나면서 일어나는 기이한 일들을 그린 호러 로맨틱 코미디

## 등장 인물

### 주요 인물
- 박시후 : 유필립 역 - 뭘 해도 되는 우주 대스타, 배우 (아역 김태율, 하경)
- 송지효 : 오을순 역 - 뭘 해도 안 되는 드라마 작가 (아역 신린아, 박가람)
- 이기광 : 이성중 역 - 귀신 보는 드라마 PD (아역 조연호)
- 함은정 : 신윤아 역 - 대한민국 대체불가 탑 여배우
- 최여진 : 기은영 역 - 뭘 해도 시청률이 터지는 드라마 작가

### 필립의 주변 인물
- 장혁진 : 강태식 역 - 필립의 소속사 대표
- 안두호 : 김용만 역 - 필립의 매니저
- 황선희 : 김라연 역 - 필립의 첫사랑
- 장영남 : 김옥희 역 - 필립의 친어머니, 전직 무당.
- 성두섭 : 서민준 역 - 전직 점프 파이브 멤버 민준, 필립과 같은 배우이자 라이벌
- 정순원 : 충열 역 - 전직 점프 파이브 멤버 열이, 빵집 주인
- 이규복 : 기순 역 - 전직 점프 파이브 멤버 JJ, 에어로빅 강사
- 지승현 : 사동철 역 - 전직 점프 파이브 멤버 사현

### 을순의 주변 인물
- 문수빈 : 박수민 역 - 을순의 친한 동네 동생, 백호슈퍼 상속녀
- 전배수 : 을순의 아버지 역 (특별출연)
- 정재은 : 을순의 어머니 역 (특별출연)

### 주변 인물
- 김영웅 : 이 형사 역 - 동치경찰서 수사과 형사
- 류태호 : 조 국장 역 - KBC 방송국 국장
- 김응수 : 의안 점쟁이 역 (특별출연)
- 김지은 : 이수정 역 - 은영의 보조작가

### 그 외 인물
- 송영학
- 강석원
- 지수
- 최희진 : 은영을 인터뷰했던 기자 역
- 백현주 : 무속인 역
- 김종태 : 정 탐정 역 (5회 목소리 출연, 9회)
- 민정섭
- 지찬 : 의사 역 - 을순을 치료해주는 의사
- 신주협 : 조연출 역
- 오승찬 : 을순이 찾은 마트 직원 역
- 최형준
- 권오경
- 함진성
- 임지현
- 박승찬
- 강율
- 강신철
- 백기범
- 윤종인
- 정호
- 박성균
- 이병철
- 고한민
- 정현석 : 은영의 담당의사 역
- 신주엽
- 김중돈
- 송하림
- 신승용
- 김수은
- 김새별
- 홍솔
- 표은진
- 봉은선
- 김성효
- 구혜령
- 이동규
- 이상화

### 특별 출연
- 하하 : 을순의 전 남자친구 역
- 홍석천 : 강현석 역 - 피부과 전문의
- 구재이 : 배우 지망생 역
- 송영재 : 성중과 을순의 궁합을 봐 준 무속인 역
- 오승원

## OST
- WHO (승희)(오마이걸)
- Here I Am (산들)(B1A4)
- Love One (범키)
- So In Love (은하)(여자친구)
- In Your Right (이창섭)
- My All (은가은)

## 촬영지
- 낙산공원
- 비스타 워커힐 서울
- 아침고요수목원 - 아침광장

## 시청률
최저 시청률과 최고 시청률은 시청률 조사회사와 지역별로 시청률에 차이가 있을 수 있습니다.
| 2018년 | 2018년   | 2018년         | 2018년       | 2018년         | 2018년       |
| 회차   | 방송일   | TNmS 시청률    | TNmS 시청률  | AGB 시청률     | AGB 시청률   |
| 회차   | 방송일   | 대한민국(전국) | 서울(수도권) | 대한민국(전국) | 서울(수도권) |
| ------ | -------- | -------------- | ------------ | -------------- | ------------ |
| 제1회  | 8월 13일 | 5.2%           | 5.4%         | 4.8%           | 5.0%         |
| 제2회  | 8월 13일 | 5.5%           | 5.7%         | 5.0%           | 5.2%         |
| 제3회  | 8월 14일 | 4.3%           | 4.5%         | 3.9%           | 4.1%         |
| 제4회  | 8월 14일 | 4.9%           | 5.1%         | 4.5%           | 4.7%         |
| 제5회  | 8월 20일 | 5.4%           | 5.6%         | 4.9%           | 4.9%         |
| 제6회  | 8월 20일 | 5.7%           | 5.9%         | 5.3%           | 5.4%         |
| 제7회  | 8월 21일 | 4.1%           | 4.3%         | 3.7%           | 4.0%         |
| 제8회  | 8월 21일 | 5.0%           | 5.2%         | 4.6%           | 4.8%         |
| 제9회  | 8월 27일 | 5.8%           | 6.0%         | 5.4%           | 5.6%         |
| 제10회 | 8월 27일 | 6.6%           | 6.7%         | 6.2%           | 6.3%         |
| 제11회 | 8월 28일 | 4.3%           | 4.4%         | 4.0%           | 4.1%         |
| 제12회 | 8월 28일 | 4.8%           | 4.9%         | 4.4%           | 4.5%         |
| 제13회 | 9월 3일  | %              | %            | 4.2%           | %            |
| 제14회 | 9월 3일  | %              | %            | 4.2%           | %            |
| 제15회 | 9월 4일  | %              | %            | 3.9%           | %            |
| 제16회 | 9월 4일  | %              | %            | 4.3%           | %            |
| 제17회 | 9월 10일 | %              | %            | 3.4%           | %            |
| 제18회 | 9월 10일 | %              | %            | 3.7%           | %            |
| 제19회 | 9월 11일 | %              | %            | 4.4%           | %            |
| 제20회 | 9월 11일 | %              | %            | 4.4%           | %            |
| 제21회 | 9월 17일 | %              | %            | 2.4%           | %            |
| 제22회 | 9월 17일 | %              | %            | 2.7%           | %            |
| 제23회 | 9월 18일 | %              | %            | 2.6%           | %            |
| 제24회 | 9월 18일 | %              | %            | 2.9%           | %            |
| 제25회 | 9월 24일 | %              | %            | 1.0%           | %            |
| 제26회 | 9월 24일 | %              | %            | 2.2%           | %            |
| 제27회 | 9월 25일 | %              | %            | 2.0%           | %            |
| 제28회 | 9월 25일 | %              | %            | 3.2%           | %            |
| 제29회 | 10월 1일 | %              | %            | 2.7%           | %            |
| 제30회 | 10월 1일 | %              | %            | 2.8%           | %            |
| 제31회 | 10월 2일 | %              | %            | 2.9%           | %            |
| 제32회 | 10월 2일 | %              | %            | 3.3%           | %            |

## 동시간대 드라마
- MBC 월화 미니시리즈

《사생결단 로맨스》 (2018년 7월 23일 ~ 2018년 9월 17일)
《배드파파》 (2018년 10월 1일 ~ 2018년 11월 27일)
- SBS 월화 미니시리즈

《서른이지만 열일곱입니다》 (2018년 7월 23일 ~ 2018년 9월 18일)
《여우각시별》 (2018년 10월 1일 ~ 2018년 11월 26일)

## 같이 보기
- 호러 드라마
- 대한민국의 텔레비전 드라마 목록 (ㄹ)
- 2018년 대한민국의 텔레비전 드라마 목록